# Ward Leonard-rendszer

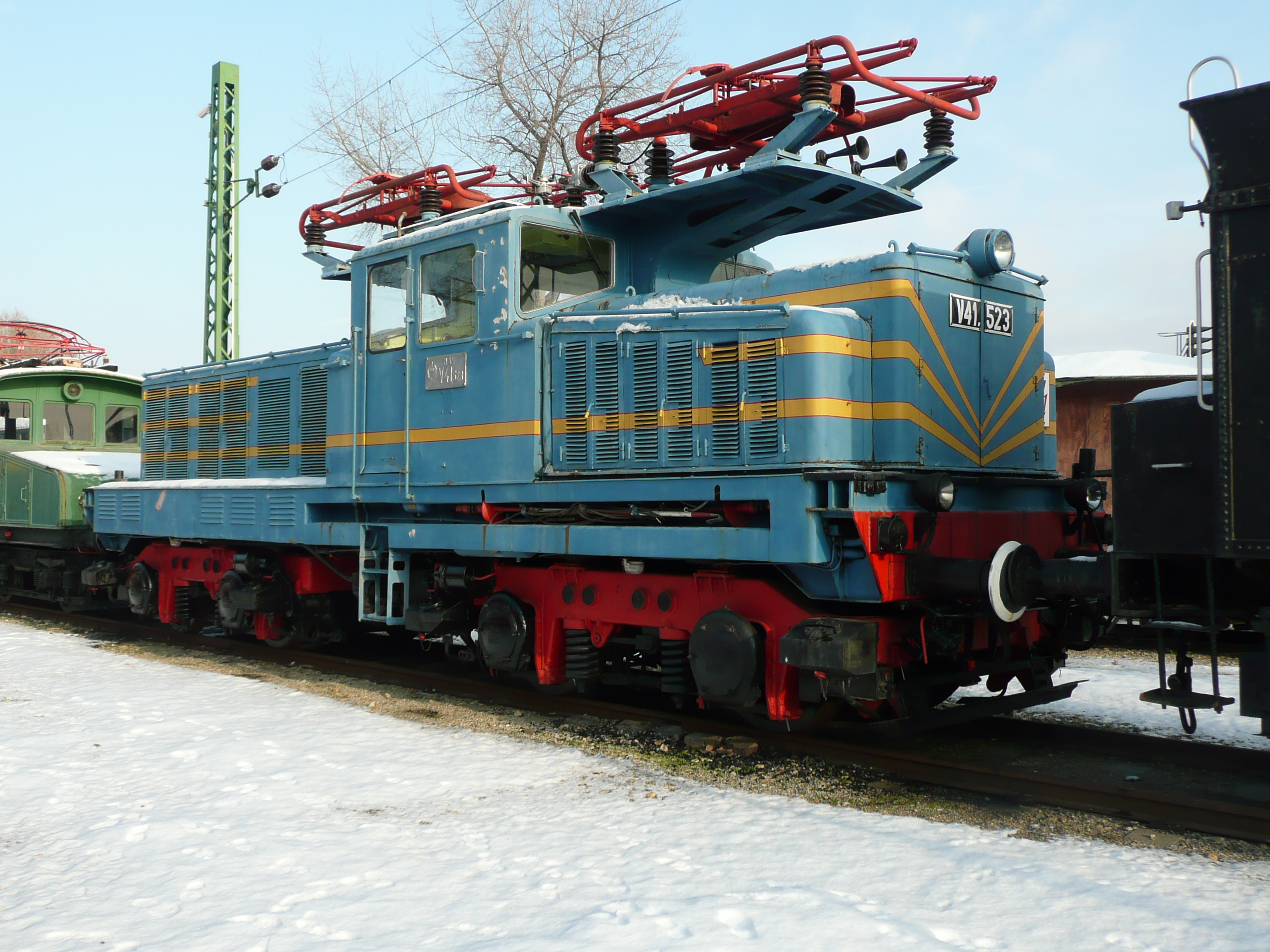
Ward Leonard-rendszerű MÁV V41-es villamosmozdony

A Ward Leonard-rendszer hazánkban elsősorban villanymozdonyok Ward Leonard-meghajtásaként ismert mint a váltóáramú energiaellátás átalakításának egy módja az egyenáramú fogyasztók meghajtására. Valójában ez csak a felszín, az egyik lehetséges alkalmazás. A rendszer mélyén egy sokkal általánosabban is felhasználható, igen szellemes műszaki elv van.
Nagyteljesítményű és részben mechanikus, egyenáramú teljesítményerősítőről van szó, amely erősítő bemenetére elegendő egy kis teljesítményű egyenáramú jelet adni, és a kimeneten ennek sokszorosa vehető le nagy teljesítményű egyenáramként, miközben az ehhez szükséges szabályozatlan teljesítményforrás a váltóáramú ellátásból ered. Mivel e szabályozatlan teljesítményforrás a rendszer mechanikus része miatt akár egyenáramú ellátásból is eredhet, ezért ilyen esetben a Ward Leonard-rendszer nem is egyenirányító. Sőt, hogy mennyire nem az egyenirányítás a lényeg, azt az is mutatja, hogy a szabályozatlan teljesítményforrás akár dízelmotor is lehet.
Mivel az ilyen egyenáramú erősítő bemenetéhez szükséges kis teljesítményű egyenáramú jel egy alig melegedő változtatható ellenállással könnyen előállítható és könnyen szabályozható, ezért a kimenet nem csak villanymozdony, hanem bánya- és egyéb nagy lift, mozgólépcső, mozgójárda az 1900-as párizsi világkiállításon, hegyi sífelvonó, daru, nehéztüzérségi löveg vagy harckocsi toronyforgató berendezés és egyéb nagy teljesítményű gépek egyenáramú motorjának igen finom vezérlésére alkalmas. Az 1891-ben közzétett Ward Leonard-rendszert az 1980-as években igen széles körben elterjedő nagy teljesítményű tirisztoros vezérlés küldte nyugalomba.

## Hazai előfordulás
A Ward Leonard elnevezés a hatvanas évek elejére került be a magyar köztudatba azzal, hogy a magyar vasút villamosítása céljából átmeneti megoldásként 1958 és 1962 között 30 darab Ward Leonard-rendszerű mozdonyt gyártott a Ganz Bo'Bo' tengelyelrendezéssel, amelyek V41 sorozatszámmal kerültek a MÁV villamosított vonalaira. 1963 és 1966 között további 42 darab készült, 956 kW-ról 1214 kW-ra megnövelt teljesítménnyel (csak összehasonlításul: az 1932-ben gyártott Kandó V40 mozdonyok teljesítménye 1620 kW), de külsejében teljesen azonosan, ezek V42 sorozatként kerültek forgalomba. Konstrukciós hibák miatt nem váltak be, és így a selejtezésük viszonylag hamar, már 1969-ben elkezdődött.
1959-ben helyezték üzembe a Csepel IV. papírgyártó gépet (gépgyártó a Voith), amelyet elsősorban nátron-zsákpapír gyártására használtak. Itt a Ward Leonard-rendszerű vezérlés fő papírgyártás technológiai előnye az volt, hogy a végtermék optimális szilárdságához nagyon pontosan kell beállítani a szárítás során a húzási sebességet.
A Magyar Néphadseregnél 1963-ban rendszeresített PT-76 úszó harckocsi EPB-4 elektromos toronyforgató berendezés motor fordulatszámának változását a dinamó által biztosított feszültség Ward Leonard-rendszerű szabályozása biztosította. Nehéz lövegek precíz célratartása alapvetően függ attól, hogy a forgatást a nagy teljesítmény igény ellenére milyen precízen lehet vezérelni. Ezt oldja meg egy jó teljesítmény erősítő.
Az ország egyik legnagyobb teljesítményű villamos hajtása a Dunai Vasmű (ma ISD Dunaferr) meleghengerművének Ward-Leonard hajtása. A 2x3430 kW teljesítményű hajtást (a váltakozó áramú hajtógép két egyenáramú generátort hajt) a Ganz Villamossági Művek szállította a '70-es években, és jelenleg is üzemben van.

## Működési elv
A teljesítmény erősítő központi eleme egy közös tengelyű motor - dinamó pár.
A tengelyt megfelelő fordulatszámon tartó motor lehet váltóáramú, vasúti vontatás esetén egyfázisú, de helyhezkötött kivitelben akár háromfázisú is. E motor lehet egyenáramú is, de lehet akár belsőégésű motor is. Csak az a fontos, hogy a szóba jövő legnagyobb leadandó teljesítménynél is képes legyen a motor a kívánt fordulatszámon meghajtani a közös tengelyt.
A tengelyen lévő dinamón két tekercselés van, az állórészé és a forgórészé. Az erősítendő jelet az állórész gerjesztésére vezetik. A nagy teljesítményű eredményt a forgórészről szedik le.
Amennyiben a maga a meghajtó motor elektromos, és ennek megfelelően neki is van álló- és forgórésze, továbbá e motor még aszinkron is, és ennek megfelelően a forgási sebesség fokozatmentesen változhat, akkor a rendszer további variálására van lehetőség. Az erősítendő jellel vagy annak előerősített változatával a meghajtó motor állótekercse vezérelhető, míg a forgótekercs kapja a szabályozatlan nagyteljesítményt, és eredőleg a szabályozásnak megfelelően változik a közöstengely fordulatszáma.

## Hasonló elvű erősítők
A rádiózás is igényel hatalmas arányú teljesítményerősítést, hisz a stúdiójelek energiaszintjéről el kell jutni a távolsági műsorszóráshoz szükséges energiaszintig. Ez precíz vezérlést igényel, máskülönben műsor helyett csak zaj lesz.
Mindez elérhető volt a Ward Leonard-rendszer két apró módosításával, és így adódik az Alexanderson-alternátor erősítő. Az egyik módosítás, hogy megfelelő tekercseléssel és fordulatszámmal egyenáram helyett nagyfrekvenciás váltóáramként állítják elő a vezérelt nagyteljesítményt. A másik módosítás pedig az, hogy ahová a Ward Leonard-rendszernél a kimeneti feszültség szintet szabályzó kis teljesítményű egyenáramot vezették, oda az Alexanderson rendszernél magát a kis teljesítményű stúdiójelet vezetik, és ez modulálja a nagyfrekvenciás hullám amplitúdóját. Ezzel létrejön a kívánt amplitúdómoduláció, ami a korai rádiózás alaptechnikája.
Technikailag 1906-ban már 100 kHz-es frekvenciát tudtak 50 kW-os teljesítménnyel. A tényleges műsorszórási gyakorlatban inkább, például egy konkrét esetben 21,7 kHz-en sugároztak, de 200 kW-tal, és ehhez 600 póluspáros tekercselést és 2170 1/min-es mechanikai forgást használtak. 1918 és 1924 között 18 ilyen rendszerű adót helyeztek üzembe 14,2 kHz (Varsó) és 31,3 kHz (Caernarfon, Wales) közötti frekvenciákon. Ezek szolgálati ideje 9 és 34 év között szóródott.